# Félix Féréol
Pour les articles homonymes, voir Féréol.
Félix Féréol est un médecin français, né Louis Félix Henry Second à Paris le 12 février 1825 et mort dans la même ville le 4 décembre 1891.

## Biographie
Louis Félix Henry Second dit Féréol est le fils de Louis Auguste Second dit Féréol et de Marie Eugénie Boutet de Monvel, petite-fille de Monvel et le frère de Claire Second, mère d'Édouard Brissaud. Louis Auguste Second dit Féréol a d'abord été Saint-Cyrien, sous-lieutenant de la garde impériale en 1815, demi-solde en 1815, avant de quitter la carrière militaire pour celle du chant. Il devient un ténor célèbre de l'Opéra-Comique entre 1818 et 1838, puis entre au théâtre de la Renaissance. Fin lettré, il a aussi composé un opéra comique, des pièces de théâtre et des vers, fonde l'Institut musical d'Orléans. Il a reçu de Napoléon III la médaille de Sainte-Hélène et la Légion d'honneur. Bonapartiste convaincu, il s'est suicidé le 5 septembre 1870 après la capitulation de Sedan.
Félix Féréol a fait des études au lycée d'Orléans entre 1837 et 1845, puis étudie le droit et s'inscrit comme avocat au barreau d'Orléans. Il travaille dans l'étude de Maître Cornu, avoué, où il se lie avec Alfred Pereira, ami de Maître Cornu, républicain convaincu et préfet du Loiret en 1848. Ils sont emprisonnés pour avoir manifesté contre le coup d'État du 2 décembre 1851 à l'hôtel de ville d'Orléans. Son père bonapartiste fait jouer ses relations pour le faire libérer.
Relâché, il quitte Orléans et rejoint sa sœur Claire et son mari Désiré Brissaud à Besançon. Là, il devient l'ami d'Émile Delacroix, professeur à l'École de médecine et médecin de l'hôpital. L'ayant suivi dans ses visites de malades, il décide de devenir médecin. Il s'est inscrit à la Faculté de médecine de Paris en octobre 1852. En 1853-1854, il est reçu premier à l'externat des hôpitaux de Paris. Il a eu pour maîtres Bernutz, Cazenave, Hérard, Guéneau de Mussy, Vulpian, et Charcot. Il est interne des hôpitaux du 1er janvier 1855 au 31 décembre 1858. Il est reçu docteur en médecine en 1859 et se fait nommer au Bureau de bienfaisance. Il est médecin au Bureau central d'admission du 1er août 1865 au 31 décembre 1868. Il remplace le professeur Charcot à l'hôpital de la Salpêtrière pendant l'été 1868.
Il est médecin titulaire des hôpitaux :
- à l'hôpital des Incurables d'Ivry du 1er janvier 1868 au 31 décembre 1871,
- à l'hôpital Saint-Antoine du 1er janvier 1872 au 31 décembre 1872,
- à la Maison de santé du 1er janvier 1873 au 31 décembre 1876,
- à l'hôpital Lariboisière du 1er janvier 1877 au 31 décembre 1878,
- à l'hôpital Beaujon du 1er janvier 1879 au 31 décembre 1881,
- à l'hôpital de la Charité à partir du 1er janvier 1882.

Il est aussi médecin consultant du Théâtre français, président de la Société médicale des hôpitaux de Paris en 1887, membre de l'Association française pour l'Avancement des Sciences, et de l'Académie de médecine dont il est le secrétaire pour l'année 1889.
En mai 1890, il soigne César Franck, qui est son cousin, blessé dans un accident de fiacre. Il passe sa convalescence en juin chez Claire Brissaud, à Nemours. Mais son état s'aggrave. Félix Féréol fait alors appel à son gendre, André Petit, médecin des hôpitaux, son neveu, Édouard Brissaud, professeur agrégé médecin des hôpitaux, et Henri Rendu, professeur agrégé médecin des hôpitaux. César Franck meurt le 8 novembre 1890.

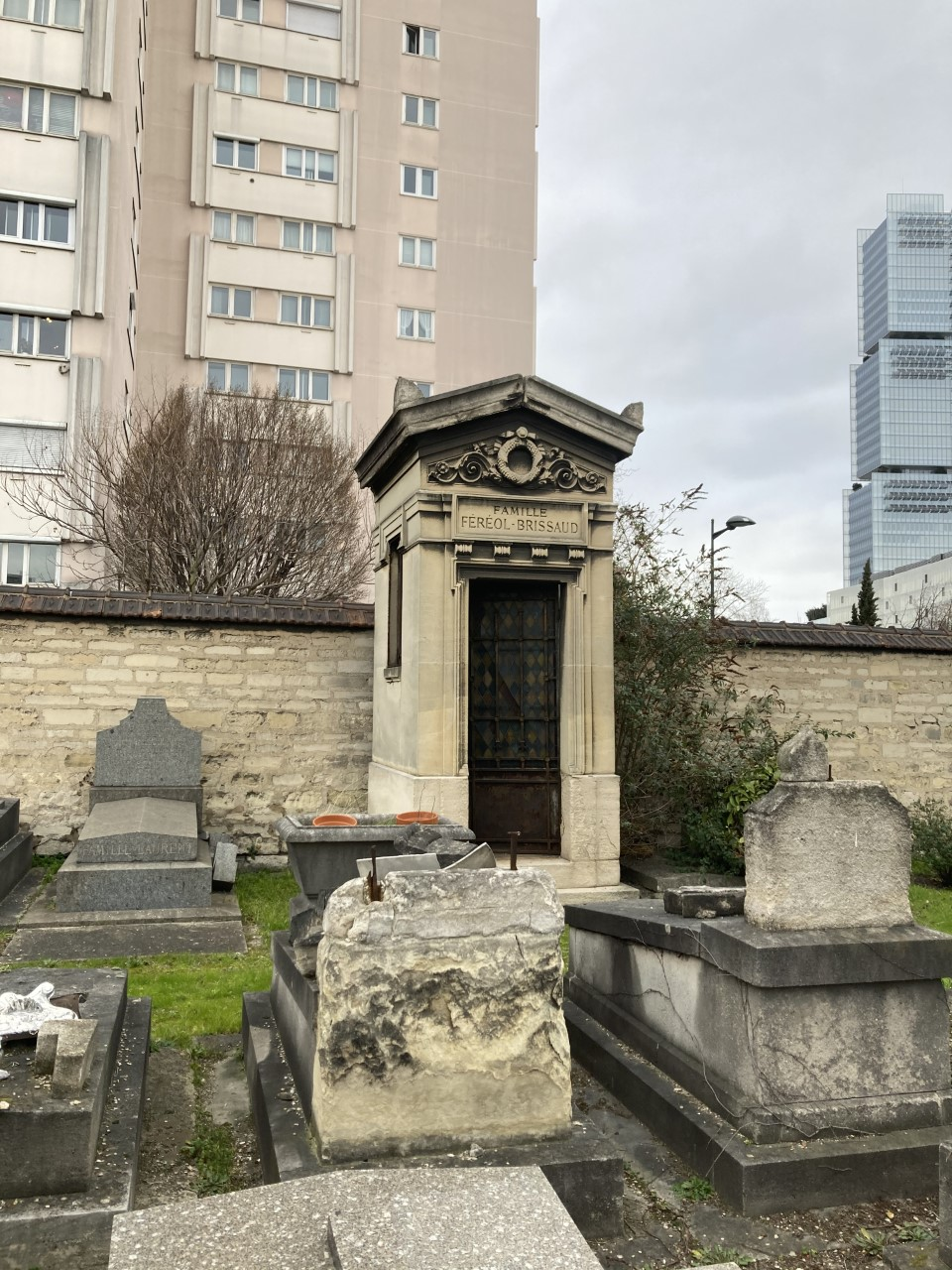
Chapelle funéraire Féréol-Brissaud.

Félix Féréol meurt le 4 décembre 1891 d'une crise d'angine de poitrine. Ses obsèques se déroulent à l'église Saint-Roch. Il est inhumé au cimetière Sud de Clichy.
Édouard Brissaud rend hommage à son oncle dans sa leçon d'ouverture sur l'Histoire de la médecine de la Faculté de médecine de Paris. Désiré-Magloire Bourneville, qui a été son élève, lui rend hommage dans la nécrologie qu'il a rédigée dans Le Progrès médical.

## Famille
- Antoine Louis Second (vers 1755-1839), marié à Orléans, en 1785, avec Anne Anselme (1768-1822), grand-tante de Félicité Saillot Desmousseaux (1824-1918), mariée en 1848 avec César Franck (1822-1890), compositeur de musique,
  - Louis Auguste Second dit Féréol (1795-Orléans, 1870)[4], chanteur de l'Opéra-Comique, marié en 1824 à Marie Eugénie Boutet de Monvel (1800-1832), fille de Noël Boutet de Montel (Marseille, 1768-Orléans, 1847), chevalier de l'Empire, secrétaire de Cambacéres, petite-fille de Jacques-Marie Boutet de Monvel (Lunéville, 1745-Paris, 1812), père de Mademoiselle Mars,
    - Louis Félix Henry Second dit Féréol (1825-1891), marié en 1863 avec Aline Cornu (1834-1898)
      - Marie Féréol (1864-1953), mariée en 1885 à André Petit (1853-1936), médecin des hôpitaux,
      - Hélène Féréol (1867-1893), mariée en 1892 à Henri Ouvré (1864-1903),

    - Claire Amélie Félicité Second dit Féréol (1828- ), mariée à Louis Désiré Brissaud (1822-1889), professeur d'histoire au lycée de Besançon,
      - Édouard Brissaud (1852-1909)[5], marié en 1879 à Hélène Boutet de Monvel (1852- ), fille de François Eugène Benjamin Boutet de Monvel (1820-1898) et de Louise Jeanne Henriette Nourrit (1826-1883), petite-fille de Noël Boutet de Montel (1768-1847),
        - Jacques Brissaud (1880-1960), peintre, sculpteur et lithographe,

      - Louise Brissaud (1881-1945), mariée à Henri Chopy (1850-1932), docteur en médecine,
        - Étienne Brissaud (1882-1951), docteur en médecine,
        - Pierre Brissaud (1885-1964), peintre et illustrateur de mode.

## Distinctions
- Chevalier de la Légion d'honneur (16 mars 1872)
- Officier de la Légion d'honneur (30 décembre 1888)[6]